# Bargersville
Bargersville is een plaats (town) in de Amerikaanse staat Indiana, en valt bestuurlijk gezien onder Johnson County.

## Demografie
Bij de volkstelling in 2000 werd het aantal inwoners vastgesteld op 2120.
In 2006 is het aantal inwoners door het United States Census Bureau geschat op 2576, een stijging van 456 (21,5%).

## Geografie
Volgens het United States Census Bureau beslaat de plaats een oppervlakte van
2,8 km², geheel bestaande uit land. Bargersville ligt op ongeveer 242 m boven zeeniveau.

## Plaatsen in de nabije omgeving
De onderstaande figuur toont nabijgelegen plaatsen in een straal van 12 km rond Bargersville.